# Walter Henneberger
Walter Henneberger (Ennenda, 19 maggio 1883 – Zurigo, 15 gennaio 1969) è stato uno scacchista svizzero.
Vinse quattro volte il Campionato svizzero: nel 1904, 1906 (alla pari con Moriz Henneberger), 1911 (alla pari) e 1912.
Altri risultati:
- 1931:  6º nel campionato svizzero di Winterthur (vinse Aron Nimzovich, fuori concorso,)
- 1932:  9º a Berna (vinse Alekhine)
- 1934:  10º nel torneo di Zurigo (vinse Alekhine)
- 1934:  11º a Bad Liebwerda (vinse Salo Flohr)
- 1950:  5º nel campionato svizzero di Lucerna (vinse Hans Johner)

Partecipò alle Olimpiadi dell'Aia 1928 (Campionato del mondo amatoriale).
Disputò alcuni match amichevoli con la squadra svizzera: nel 1949 contro la Jugoslavia, nel 1950 contro il Belgio, nel 1952 contro la Germania Ovest.